# Maquis de Fontjun
Le Maquis de Fontjun ou plutôt le combat ou l'affaire de Fontjun est une embuscade tendue par les Allemands aux hommes du secteur de Puisserguier-Capestang-Montady-Poilhes-Nissan-lez-Ensérune, qui partaient rejoindre le maquis.
Ce combat s'est déroulé le 6 juin 1944, au col de Fontjun sur la route nationale 112 sur la commune de Pierrerue (Hérault).

## Le contexte général
En juin 1944, l'objectif des alliés est d'ouvrir un deuxième front en Europe de l'Ouest afin de soulager le front russe.
Le lieu finalement choisi est la Normandie et le débarquement aura lieu le 6 juin 1944 : "le jour J".
Afin de perturber les lignes de communications allemandes et de retarder l'arrivée des divisions de panzers sur la zone des combats, ordre est donné à la Résistance de rejoindre des points de rassemblement afin de former des maquis et de harceler l'occupant.

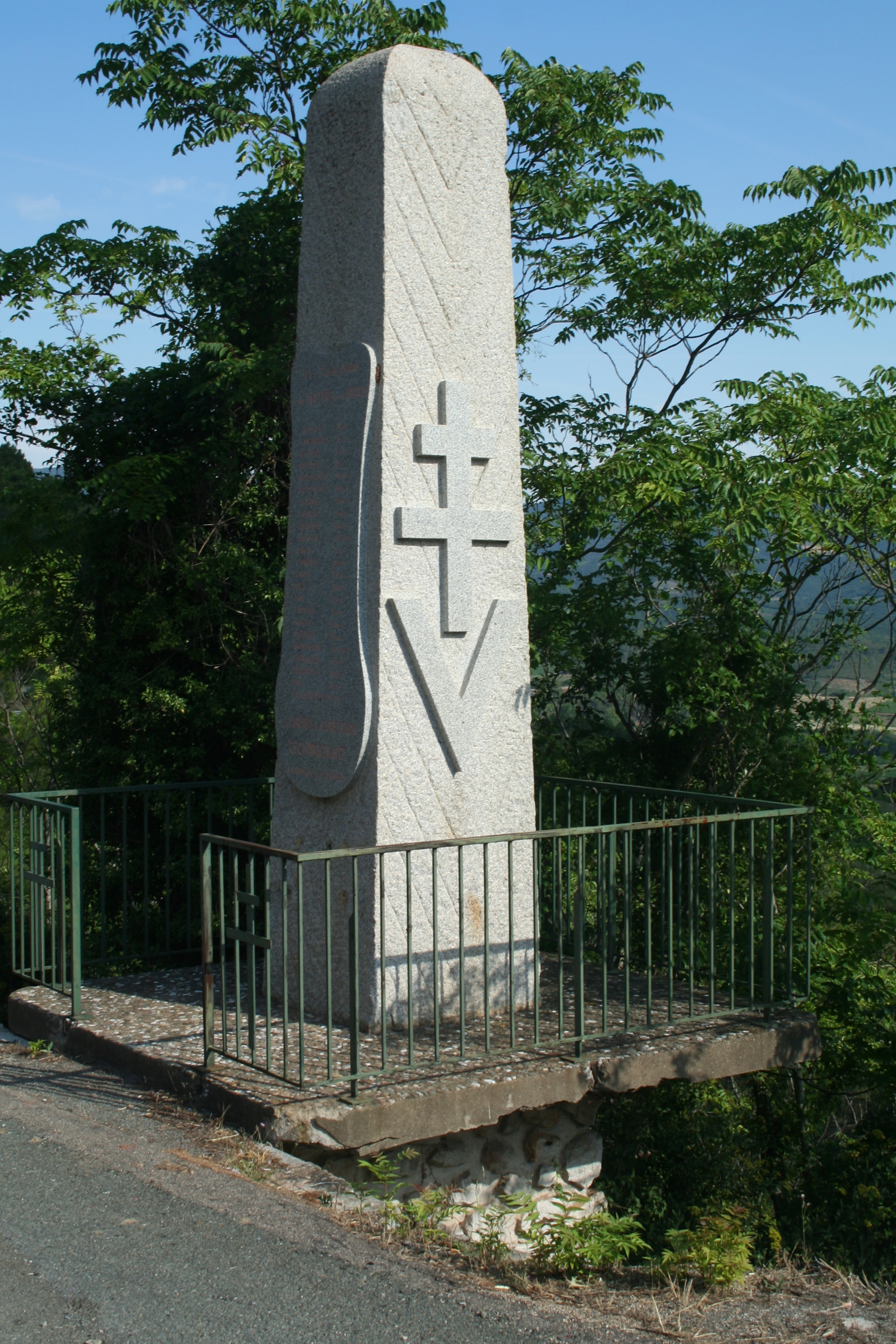
Mémorial

## Le contexte biterrois
La Résistance est organisée dans l'Hérault et notamment à Béziers (région R 3-2), elle est en contact avec Londres par l'intermédiaire des DMR (Délégués militaire Régionaux).
Il a été prévu plusieurs centres de regroupements, futurs maquis, dont l'un est à Ferrières-Poussarou, entre Saint-Chinian et Saint-Pons-de-Thomières où devaient converger les résistants du secteur de Puisserguier, Capestang, Montady, Poilhes et Nissan-lez-Ensérune.
Les responsables départementaux de la Résistance, Joseph Lanet et Jean Bène, qui ont trouvé refuge dans les locaux de la Croix-Rouge à Béziers, entendent le 1er juin 1944 le message d'alerte "À mon commandement, garde à vous" qui devait précéder celui intimant l'ordre de passer à l'action. Dès ce moment ils mettent en alerte les chefs de secteur, leur demandant d'attendre le message de la BBC "Il a rougi le traitre" qui signifiait l'ordre de rejoindre les points de ralliement et de commencer la guérilla. Ce message passe sur les ondes le 5 juin 1944 à 20 heures 20. Le lendemain les résistants se regroupent d'abord par villages puis à Capestang d'où ils partent vers 21 heures 30 pour Puisserguier où ils réquisitionnent 2 camions puis par la RN 112 ils se dirigent vers Saint-Chinian pour rejoindre le centre de regroupement de Ferrières-Poussarou.
Dans la montée au col de Fontjun, le convoi formé par une voiture et les 2 camions, tombe dans une embuscade tendue par les Allemands, peut-être alertés par des éléments collaborationnistes, les rassemblements s'étant effectués dans l'euphorie et sans la discrétion nécessaire.
La voiture plus rapide et plus manœuvrable réussit à passer tandis que les 2 camions sont stoppés. Le combat s'engage faisant 9 morts (d'autres sources disent 5) et de nombreux blessés. À court de munitions, 18 résistants sont capturés, d'autres profitant de la nuit, réussissent à s'enfuir.
Le lendemain, les 18 prisonniers, dont une femme, madame Cauquil, qui s'écria "Vive la France" devant le peloton d'exécution, sont conduits à la caserne Duguesclin à Béziers et fusillés vers 14 heures, en 3 groupes successifs devant une foule muette et horrifiée. 
A Béziers, place du 14 juillet, ancien Champ-de-Mars, un monument rappelle le nom des résistants exécutés. 
De nombreux fusillés étaient originaires de Capestang et la population assiste en masse à leurs obsèques. En représailles, le 9 juin à 14 heures, les chars allemands bouclent le village et tous les hommes de 18 à 45 ans sont convoqués place de la mairie et amenés à pied à Béziers d'où ils sont envoyés en Allemagne. Ils étaient 143. À l'exception d'un seul, ils purent regagner leur village à la fin de la guerre.
Un an plus tard, le 10 juin 1945, était inauguré au col de Fontjun, devant 15 000 personnes, un monument à la mémoire des victimes.

## Liste des tués au combat et exécutés

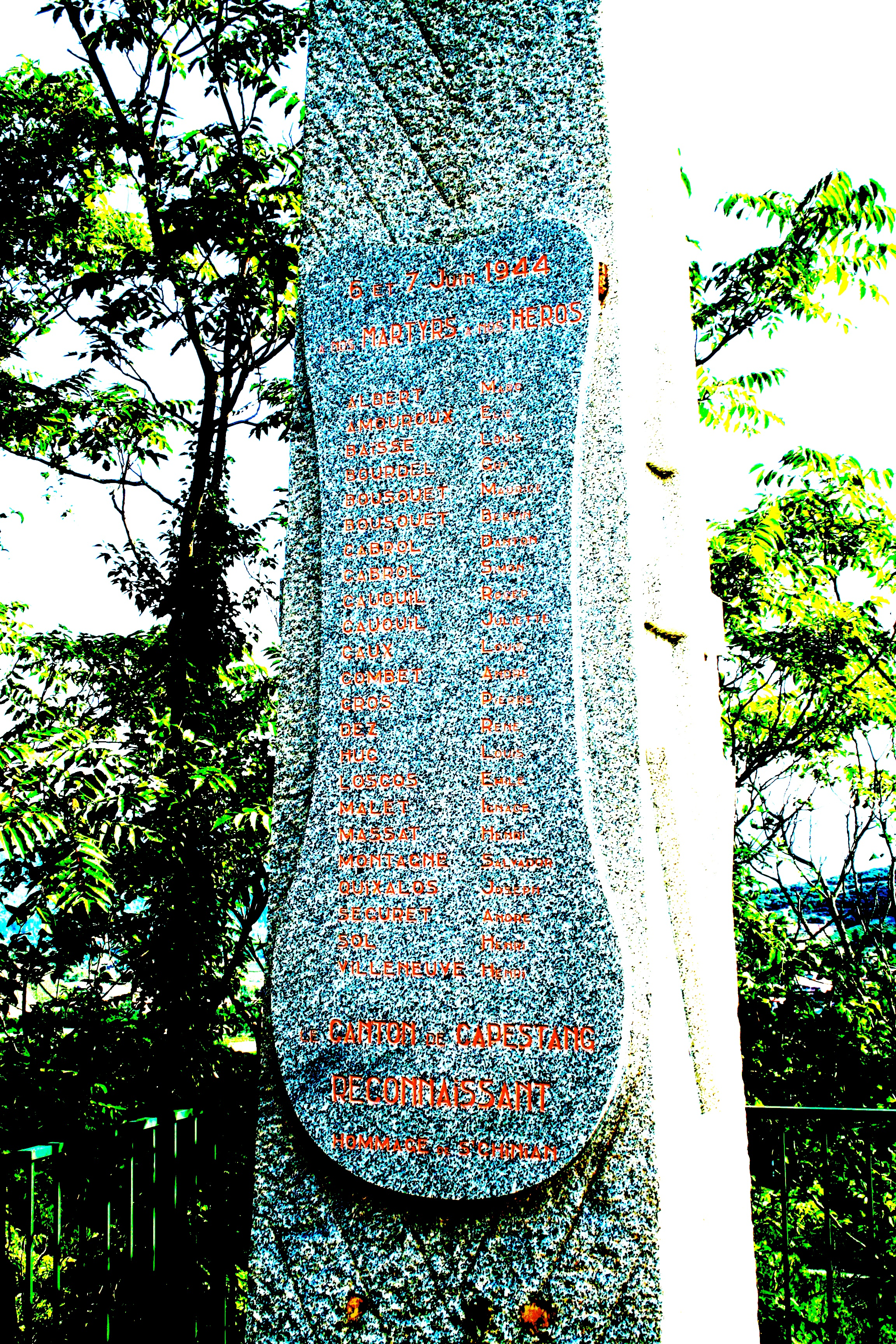
Mémorial - liste des tués.

Ses membres étaient originaires du canton de Capestang:
- Marc Albert, de Montady.
- Elie Amouroux, de Capestang.
- Louis Baïsse, de Capestang.
- Guy Bourdel, de Capestang.
- Bertin (Marcel) Bousquet, de Montady.
- Maurice Bousquet, de Puisserguier,
- Danton Cabrol, de Capestang.
- Simon-Paul Cabrol, de Capestang.
- Juliette Cauquil, de Puisserguier.
- Roger Cauquil, de Puisserguier.
- Louis Caux, de Béziers.
- André Combet, de Capestang.
- Pierre Cros, de Nissan-lez-Ensérune.
- René Dez, de Nissan-lez-Ensérune.
- Louis Huc, de Montady.
- Emile Loscos, de Capestang.
- Ignace Malet, de Capestang.
- Henri Massat, de Capestang.
- Salvador Montagne, de Puisserguier.
- Joseph Quixalos, de Nissan-lez-Ensérune.
- André Seguret, de Montady.
- Maurice Sol, de Capestang.
- Henry Villeneuve, de Montady.

Les maquisards capturés par les Allemands ont été fusillés le 7 juin 1944, sur la place du Champ-de-Mars à Béziers.
Georges Guibbaud, de Capestang, est rescapé lors de l'attaque. Il n'est pas le seul à avoir profité de la nuit pour s'enfuir. Georges a survécu à l'embuscade des Allemands, en se réfugiant sous un camion, puis en dévalant un ravin bordant la route. Poursuivi par l'ennemi, il prenait soin d'effacer ses traces aux chiens pisteurs en empruntant les ruisseaux, fermant aussi les blés derrière lui et dormit même dans les arbres avant de se retrouver au château des Albières, près de Berlou, avant de retrouver ses compagnons d'armes cantonnés plus au Nord. On peut retrouver un extrait de ce récit dans Émigration de la Famille Guibbaud-Chassefière au Canada le 31 octobre 1954.  (ISBN 978-2-9813585-0-9). Dépôt légal Bibliothèque et Archives nationales du Québec. Copie disponible à La Médiathèque de Capestang.

## Sources et bibliographie
- Joël Bonaric, Fontjun 6 juin 1944. Une page de la Résistance dans le secteur Béziers-Saint-Pons, Institut d'études politiques de Grenoble, 1990.
- "Histoire d'un maquis. Le Maquis Latourette", d'après les notes du colonel Girvès, présentées par Mme Calmette. Office du Tourisme, Puisserguier.
- Joseph Lanet, Mémoires de Résistance : la création et l'organisation de l'Armée secrète à Béziers, Saint-Pons, Bédarieux et Narbonne, Sampzon : éditions Delatour France / Montpellier : Conseil général de l'Hérault, 2010, 238-VIII p., préface, ill., index.  (ISBN 978-2-7521-0086-3)
- Funtjun. "La tragédie de Fontjun", récit d'Antoine Colombié; "Fontjun, une page de la Résistance Française", récit de Pierre Sonnier. Publication: Les MémoiRes de Puisserguier, avril 2010. Imprimé à Béziers. Déposé à la Société des Gens de Lettres.
- Internet: Georges Guibbaud, Rescapé de Fontjun.
- Internet Gilbert Guibbaud, publication de Émmigration de la Famille Guibbaud-Chassefière au Canada le 31 octobre 1954.  (ISBN 978-2-9813585-0-9) en 2012.